# Tymnes chrysis
Tymnes chrysis är en skalbaggsart som först beskrevs av Olivier 1808.  Tymnes chrysis ingår i släktet Tymnes och familjen bladbaggar. Inga underarter finns listade i Catalogue of Life.